# Fejér Megyei Szent György Egyetemi Oktató Kórház
A Fejér Vármegyei Szent György Egyetemi Oktató Kórház egy regionális hatókörű székesfehérvári kórházkomplexum, mely az egész Dunántúl legnagyobb egészségügyi intézménye. 1901-ben alapították. 2012 óta a Pécsi Tudományegyetem Általános Orvosi Karának oktatókórháza is egyben.

## A kórház alapítása
A székesfehérvári megyei kórház csalai Kégl György földbirtokos 200 000 koronás adományából és a 240 000 korona vármegyei pótadó hozzájárulásból épült fel. Az építkezés 1898-ban indult meg, és 1900 végére fejeződött be. A kórház 5 kat. holdnyi területen pavilonrendszerben épült. Az intézményt Szent György Közkórház néven 1901. január 2-án adták át, az intézményt az adományozó tiszteletére Szent Györgyről nevezték el. A kórház 6 épülettel, 150 ággyal és 59 fős személyzettel kezdte meg tevékenységét. Első igazgatója dr. Révy Ferenc volt, aki 47 évet töltött orvosként Székesfehérvárott, korábban a vármegyei közkórháznak, a Szent György Kórház elődjének volt főigazgatója.
A kórház az első évben 1000, a következő évben pedig 2000 beteg ápolását, gyógyítását látta el. A növekvő betegforgalom szükségessé tette az ágyszám növelését. Új épületek emelése nélkül egy éven belül 150-re, majd 200-ra bővítették az ágyak számát. Mivel a kórháznak saját bevételből kellett fenntartania magát, az első években anyagi nehézségekkel is küzdött, és komoly takarékossági intézkedésekre kényszerült. Az ellátás javítása érdekében, valamint a kórházi moslék hasznosítása céljából például sertéstelepet létesítettek és tartottak fenn. A takarékosság jegyében a villany- és egyéb energiafogyasztást csökkentették, a központi fűtést az olcsóbb szénfűtésre állították át. A mosókazánt a Déli Vasútpálya Társaságtól ingyen kapott kazánnal oldották meg. 1913-ban dr. Révy Ferenc igazgató főorvos nyugdíjba ment, addigra sikerült magánadományokból felépíteni a tuberkulózisos betegeket kezelő, 55 ágyas Lujza szanatóriumot, mely épület a sorozatos korszerűsítéseknek és karbantartásoknak köszönhetően ma is az aktív betegellátás helyszíne.

## Az első világháborúban
Az első világháború évei alatt zsúfolásig megteltek a kórtermek. A betegek ápolásában, kezelésében apácák, önkéntes ápolók segítettek. Az infláció lehetetlen gazdasági helyzetbe sodorta az intézményt. A kiadások csökkentésére a kórház vezetősége betegeket foglalkoztató műhelyeket rendezett be, ahol javítási, karbantartási munkákat végeztek, s ápolási eszközöket készítettek. De ezzel sem tudták megakadályozni a kórház 1918-ban bekövetkezett teljes elszegényedését. A Tanácsköztársaság ideje alatt az apácanővéreknek el kellett hagyni a kórházat, helyükre világi ápolónővéreket alkalmaztak.

## A Szent György Kórház első nagyarányú fejlesztése
A Szent György Közkórház első nagyszabású fejlesztése dr. Berzsenyi Zoltán vezetése alatt valósult meg, aki 1920-ban vette át az intézmény irányítását. Igazgatósága idején a kórház számos új létesítménnyel bővült. Apácaotthont alakítottak ki egy felszabaduló szárnyban. Új laboratórium és kórbonctan épült. 60 ágyas járványkórházat, valamint fertőtlenítő állomást adtak át. Új mosóházat alakítottak ki, és gőzfőző üstökkel, gépekkel korszerűsítették a konyhát. Felépült a központi kazánház, a kórház egész területén megszűnt a kályhás fűtés. 1931-ben megépült és a kórház területére került az addig azon kívül működő gyermekosztály, valamint a szülészet-nőgyógyászat. A betegosztályokat új műszerekkel, ápolási eszközökkel szerelték fel. Az intézmény 1935-ben – az országban harmadikként – megvásárolta az első EKG-berendezést.

## A második világháborúban
A II. világháború megszakította a negyedszázados fejlődését. A háború szinte teljesen megsemmisítette mindazt, amit a megelőző években sikerült felépíteni. Az 1944. évi bombázások során megrongálódott, illetve megsemmisült az épületek többsége, tönkrementek, „eltűntek” az értékes berendezések. A bombázások miatt ki kellett telepíteni a kórházat. A gyógyítást, a sebesültek ellátását a város különböző épületeiben, iskolai pincékben, majd a cisztercita gimnázium alagsorában végezték. A harcok befejeztével a gimnáziumot az ott lévő berendezésekkel, felszerelésekkel együtt szovjet katonai kórháznak minősítették, majd elrendelték 24 órán belüli kiürítését. A kórház ismét kénytelen volt költözni. A különböző osztályok más és más épületben kaptak helyet. Székesfehérvárt a háború különösen súlyosan érintette, a folyamatos harcok, a város többszöri el- és visszafoglalása jelentős anyagi kárral és tragikusan sok emberi áldozattal járt. Ebben a zavaros és kiélezett helyzetben szaporodtak az erőszakoskodások, az oktalan kivégzések. Ennek esett áldozatául 1945. január 18-án dr. Berzsenyi Zoltán főigazgató is. Emlékét ma szobor őrzi a kórház területén található parkban.

## A második világháború után
A Szent György Közkórház területén 1945 szeptemberéig fogolytábor volt. Annak megszüntetését követően indult meg a helyreállítás. Az újjáépítési munkák, a szakszerű vezetés eredményeképpen olyan iramban haladtak előre, hogy 1946 szeptemberében a Szent Imre Konviktus épületeiben és a szomszédos házakban működő kórház visszaköltözhetett a helyreállított régi épületekbe. Újabb minőségi fejlesztés azonban csak az ötvenes évek végén, a hatvanas évek elején kezdődött meg, amikor dr. Szóró Zoltán, aki a kórház második nagy korszerűsítője volt, vette át a kórház vezetését, és irányításával a kórház ismét fejlődésnek indult. A korábbi nagy, sokágyas kórtermek helyett 2–8 ágyas betegszobákat hoztak létre, s azokban új típusú, a higiénia követelményeknek megfelelő ágyakat vásároltak. A kiszolgáló és tisztálkodó helyiségeket csempével burkolták. Dr. Szóró Zoltán kitűnő szervező volt, vezetése alatt több új részleggel bővült a kórház: intenzív ápolási részleget alakítottak ki a sebészeten, a belgyógyászaton és az idegosztályon. Korszerű diagnosztikai gépekkel, modern altatógépekkel szerelték fel az egyes osztályokat. Központi sterilizálót és ellátót létesítettek. A daganatos betegek kezelésére sugárterápiás osztályt hoztak létre. Elkészült két nővérszálló és a kórházi várócsarnok. A kórbonctanon pedig létrehozták a fotó- és diafilm laboratóriumot. Elsőként az országban diagnosztikai és terápiás útmutató készült. Megkezdődött a nővérhívó rendszer kiépítése. A kórház anyagi helyzetének stabilizálását követően előtérbe került további fejlesztés is, mely során egy új, Y alakú kórház tervei is elkészültek. Miután a tervet a megye nem valósíthatta meg, Dunaújvárosban építettek egy új kórházat. Dr. Szóró Zoltán nagyformátumú egyéniség volt, perspektivikus gondolkodását, szakmaszeretetét, áttekintő- és szervezőkészségét teljesen a kórház fejlesztésének szolgálatába állította. Ha 15 év alatt nem is sikerült minden korszerű elgondolását megvalósítani, munkálkodásának eredményét a mai kórház működése is őrzi.
1973-ban dr. Mezei Bélát nevezték ki főigazgató főorvosnak. Az ő vezetésének ideje alatt került sor a kórbonctan és a műtők bővítésére, korszerűsítésére. Akkor kezdte meg működését a szájsebészet, épült fel az új elmepavilon, és költözött külön épületbe a szülészet-nőgyógyászat. 1976-ban elkészült a kórház rekonstrukciós terve, és 1980-ban megindult a nagyarányú fejlesztés. A rekonstrukció első ütemében készült el a hőközpont, valamint a transzformátorház. A második szakaszban adták át a korszerű főzőberendezésekkel felszerelt négyezer adagos konyhát, illetve a hét tonna ruha tisztítására alkalmas mosodát. Új gépkocsigarázsokkal, műhelyekkel, raktárakkal gazdagodott a kórház. Elkészültek a gazdasági, műszaki irodák. Ezek a létesítmények még mindig a kórház – nagyüzem háttérbázisának bővítését szolgálták. Egyre több orvost, nővért foglalkoztattak, akiket megpróbáltak marasztalni. Ezért sürgetővé vált az orvos–nővér szálló megépítése. A tízemeletes házban 220 egyedülálló kórházi alkalmazott, illetve gyermektelen házaspár talált otthonra. A tervekben nem szerepelt, de halaszthatatlanná vált egy új belgyógyászati tömb megépítése, melynek elkészülte után 200-zal emelkedett a kórházi ágyak száma. A pszichiátria zsúfoltságának enyhítésére két új pavilont emeltek, és adtak át.
1976. január 1-től dr. Kuchár Ferenc lett a kórház új főigazgató főorvosa, kinek három fontos feladatot kellett vezetői pályájának indulásakor megoldani. A kiadott központi irányelvek alapján Központi Kórház-Rendelőintézet Integrációs Egységbe kellett szerveznie a központi kórházat, a megyei rendelőintézetet, a csákvári gyógyintézetet, a sárbogárdi, enyingi, bicskei rendelőintézeteket. Az Integrációs Egység szakmai és gazdasági ellátására megfelelően képzett vezetőket és egyéb személyzetet kellett biztosítani. Meg kellett indítani a kórház rekonstrukciós fejlesztésének munkáját a rendelkezésre álló anyagi fedezet és fejlesztési koncepció alapján. A kórházbővítés harmadik szakaszában három egymással összekapcsolt épület készült el 1995 végéig. A II-es Szakambulanciát 1991 januárjában adták át. A járóbetegeket fogadó intézmény négyszintes, átriumos kialakítású. 38 orvosi rendelő és öltözők kaptak itt helyet. Ebben az épületben található a Szent György Kórház legszebb terme, a 220 személyt befogadó auditórium. Ezt követően készült el a diagnosztikai szárny. Először a laboratóriumot és a radiológiát helyezték üzembe, a már elkészült szakambulancia kiszolgálására. Aztán szinte évenként újabb és újabb funkciók „költöztek be”: a patológia, a hidro- és fizioterápia, az informatika, a központi sterilizáló. A korszerű diagnosztikát megtestesítő orvosi berendezések közül, egyebek közt, a komputertomográf, a digitális angiográfia és az izotóp laboratórium is ide került. 1994 közepén a sürgősségi osztály is itt kapott helyet sebészeti típusú intenzívvel. 1995 decemberében további 13 műtővel gazdagodott az épület. A hotelépület szerkezetét 1984-ben húzták fel és 1996-ban adták át. Eredetileg hatágyas betegszobákat alakítottak volna itt ki, de a jövő évezred igényeivel számolva 1992-ben áttervezték az épületet. Ennek eredményeként 4–2–1 ágyas kórtermeket alakítottak ki különálló fürdőszobával, toalettel. A televízióval, rádióval felszerelt, városi telefonnal is rendelkező betegszobákban különleges technikák és biztonsági berendezések (pl. orvos, nővér segélyhívó, tűzjelző, infúziófigyelő stb.) is segítik a gyógyító, ápoló munkát. 1996-ban kuriózumnak számított a magyar egészségügyben, hogy a 14 ezer m² alapterületű, 60 ezer m³ térfogatú épület teljes egészében légkondicionált lett.

## A rendszerváltás után
1989–90-re kialakultak már azok a körülmények, amelyek megérlelték Kelet-Európa országaiban a nagy társadalmi és politikai változásokat. Az átalakulás az egészségügyben is éreztette hatását. Az új jogszabály értelmében a kórház irányítását a dolgozók által választott új vezetőnek kellett átvenni. A jelölést pályázat előzte meg, és a választás titkos szavazással történt. 1991. január 1-től dr. Szabolcsi István lett a kórház új igazgatója. A kórház új vezetése célkitűzései között szerepelt az intézmény hagyományainak megőrzése és a régi dolgozók megbecsülése. Ekkor lett a korábbi Fejér Megyei Kórházról – az alapítóról gróf Kégl Györgyről és az egészségügyi dolgozók védőszentjéről, Szent Györgyről elnevezve – Fejér Megyei Szent György Kórház. A hagyományok ápolását jelenti az is, hogy 1991-ben Szent György napján az akkori vezetés újra felavatta a 90 éves alapítói márványtáblát, a Kégl család jelenlétében és képviseletében. Ekkor vált hagyománnyá, hogy a mindenkori vezetés április 24-én ünnepség keretében köszönti a kórház dolgozóit, és Szent György-emlékéremmel díjazza legkiválóbb munkatársait.